# Экспонат

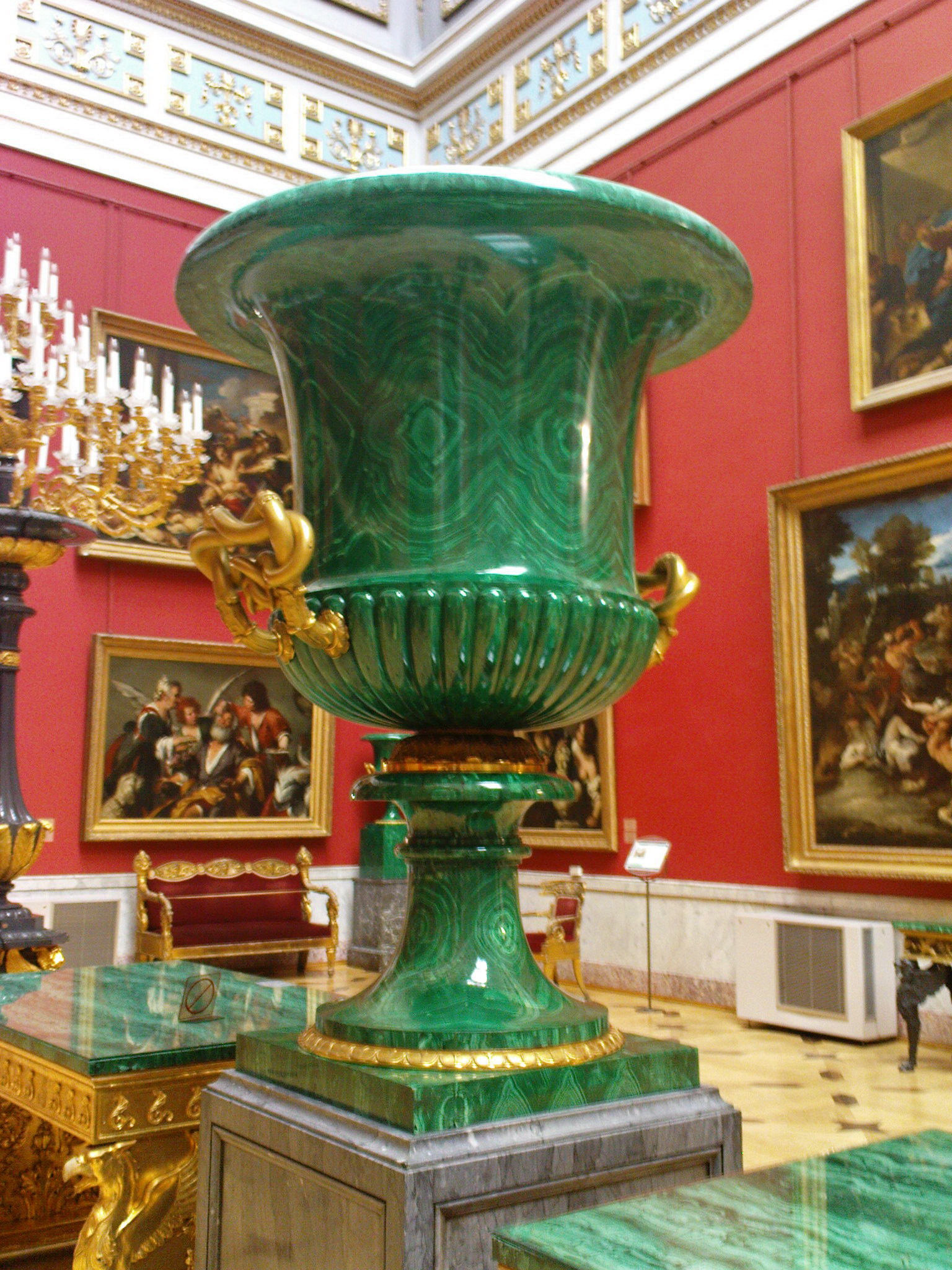
Экспонаты в Государственном Эрмитаже, Санкт-Петербург

Экспонат (от лат. exponeo — выставляю напоказ — и суффикса причастий совершенного вида -at-) — объект, выставляемый для всеобщего обозрения в музее или на выставке. В качестве экспонатов могут выставляться произведения искусства, документы, артефакты, образцы продуктов природных процессов, модели технических изделий, иллюстрации исторических событий и т. д., в соответствии с разработанной музеем или выставкой научной или художественной концепцией. Экспонаты могут принадлежать выставляющему их учреждению либо предоставляться их владельцами для временных выставок, в том числе проводимых на существенном удалении от мест их постоянного хранения.
В зависимости от вида экспонатов и способа их демонстрации для их сохранности могут создаваться и поддерживаться специальные климатические условия. Из соображений безопасности экспонаты могут помещаться в специальные защитные футляры и снабжаться охранной сигнализацией.
Для лучшего зрительского восприятия экспонаты, как правило, сопровождаются пояснительными надписями на соответствующих табличках или этикетках. В музейной практике такой способ передачи информации носит название этикетаж.
Экспонаты, которым в силу тематических соображений либо ввиду перегруженности фондов не находится места в основной экспозиции, хранятся в специально оборудованных хранилищах — так называемых запасниках.
В то время как современные экспонаты в основном служат для образовательных целей, несколько веков назад экспонаты подбирались и выставлялись, чтобы привлечь интерес публики и удовлетворить её любопытство. В России примером создания набора экспонатов с развлекательной целью может служить открытие в 1714 году в Санкт-Петербурге музея под названием «Кунсткамера».
Развитие технологий в XXI веке привело к созданию цифровых экспонатов. Размещённое в музеях оборудование позволяет осуществлять виртуальное (в том числе голографическое) отображение особо ценных либо не подлежащих экспонированию для широкой публики предметов и документов, аудио- и видеоэкскурсии по музею или выставке.